# The Young Marrieds

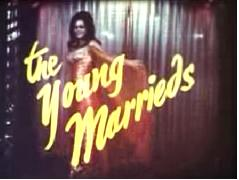
Ecran-titre du film 16 mm "The Young Marrieds" d'Edward D. Wood jr

The Young Marrieds est un film américain réalisé par Ed Wood, sorti en 1972.

## Fiche technique
- Titre : The Young Marrieds
- Réalisation : Ed Wood
- Scénario : Ed Wood
- Production : Noel C. Bloom
- Musique : Lou Schwartz
- Photographie : Saul Berger
- Pays d'origine : États-Unis
- Format : couleur - 1,37:1 - Mono
- Genre : Film pornographique
- Durée : 52 minutes
- Date de sortie : 1972

## Distribution
- Dick Burns : Ben (as Louis Wolf)
- Alice Friedland : Ginny (as Patti Kramer)
- George Black : Friend
- Cynthia Walker : The Girl
- Eduardo : Male in Montage